# Ouïar
Ouïar (en russe : Уяр) est une ville du kraï de Krasnoïarsk, en Russie, et le centre administratif du raïon d'Ouïar. Sa population s'élevait à 12 444 habitants en 2013.

## Géographie
Ouïar est située sur la rivière Ouïarka, dans le bassin de l'Ienisseï. Elle se trouve à (132 km au sud-est de Krasnoïarsk.

## Histoire
La fondation d'Ouïar, en 1760 est liée à la construction de la route de Sibérie, une voie commerciale qui devait relier Moscou à la Chine. Le village devint par la suite un relais de poste puis une gare ferroviaire sur le Transsibérien, entre Krasnoïarsk et Irkoutsk. Centre régional de l'industrie des matériaux de construction, Ouïar accéda au statut de commune urbaine en 1934 puis à celui de ville en 1944. De nombreux Russes d'origine allemande vivaient autrefois à Ouïar.

## Population
Recensements (*) ou estimations de la population
| 1874  | 1939*  | 1959*  | 1970*  | 1979*  |
| ----- | ------ | ------ | ------ | ------ |
| 1 100 | 15 347 | 21 646 | 20 581 | 18 028 |

| 1989*  | 2002*  | 2010*  | 2012   | 2013   |
| ------ | ------ | ------ | ------ | ------ |
| 17 040 | 13 807 | 12 665 | 12 485 | 12 444 |

## Économie
Une grande centrale à béton est le principal employeur de la ville, qui est également un marché important.

## Transports
Ouïar est une petite ville de Sibérie, sur le chemin de fer Transsibérien, au kilomètre 4229 depuis Moscou.